# Reino de Pagan
El Reino de Pagan, también conocido como dinastía Pagan o Imperio Pagan fue el primer reino que unificó los territorios que actualmente constituyen Birmania (Myanmar). El gobierno de 250 años de la dinastía Pagan sobre el valle del río Irawadi y su periferia sentaron las bases para el ascenso del idioma y la cultura birmana, la propagación de la etnia Bamar en la Alta Birmania y el crecimiento del budismo Theravada en Birmania y en el sudeste asiático continental.
El reino surgió a partir de un pequeño asentamiento del siglo IX, en Pagan (Bagan) fundado por bamares (birmanos), que habían llegado recientemente al valle del río Irrawaddy procedentes del Reino de Nan Chao. Durante los siguientes doscientos años, el pequeño principado creció gradualmente para absorber sus regiones circundantes hasta la década de 1050 y 1060, cuando el rey Anawrahta fundó el Reino Pagan, que unificaba por primera vez bajo un mismo sistema de gobierno el valle del Irrawaddy y su periferia. A finales del siglo XII los sucesores de Anawrahta habían extendido su influencia más al sur hasta la península malaya superior, hacia el este, al menos, hasta el río Salween, en el norte por debajo de la frontera actual de China y al oeste, en el norte de Arakan y las colinas Chin. en los siglos XII y XIII, Pagan, junto con el Imperio jemer, fue uno de los dos imperios principales en el sudeste asiático continental.
La lengua y la cultura birmana se convirtieron gradualmente en dominantes en el alto valle del río Irrawaddy y eclipsaron las leyes Pyu, Mon y Pali a finales del siglo XII. El budismo Theravada lentamente se extendió por las aldeas, aunque las ramas tántrico, Mahāyāna y brahmánicas y las prácticas animistas permanecieron fuertemente arraigadas en todos los estratos sociales. Los gobernantes pagan construyeron más de 10 000 templos budistas en la zona de capital pagan de los cuales quedan más de 2000.
El reino entró en declive en la mitad del siglo XIII, con el continuo crecimiento de las tierras adjudicadas a los monasterios budistas sin pago de impuestos, que hacia 1280 había afectado seriamente la capacidad de la corona para mantener la lealtad de sus cortesanos y el ejército. Esto marcó el comienzo de un círculo vicioso de desórdenes internos junto a la presión exterior ejercida por los rakhines (arakanes), mons, mongoles y shan. Las repetidas invasiones de los mongoles entre 1277 y 1301 derrocaron el reinado de cuatro siglos de antigüedad, en 1287. El colapso fue seguido por 250 años de fragmentación política que duró hasta bien entrado el siglo XVI.

## Historia

### Orígenes
Los orígenes del reino pagano se han reconstruido usando evidencia arqueológica así como la tradición de las crónicas birmanas. Existen diferencias considerables entre los puntos de vista de la erudición moderna y varias narrativas crónicas.

#### Tradición de las crónicas
Según el mito local y las crónicas escritas en el siglo XVIII, sus orígenes se remontan al año 167 de la era cristiana, cuando Pyusawhti fundó la dinastía en Pagan (Bagan). Pero la Crónica del Palacio de Cristal del siglo XIX (Hmannan Yazawin) relaciona los orígenes de la dinastía con el clan de Buda y el primer rey budista Maha Sammata (malayo: မဟာ သမ္မတ).
La Crónica del Palacio de Cristal sitúa los orígenes del reino pagano en la India durante el siglo IX a. C., más de tres siglos antes del nacimiento de Buda. Abhiraja (malayo: အဘိရာဇာ) del Sakya (malayo: သကျ သာကီဝင် မင်းမျိုး) —el clan de Buda— abandonó su tierra natal con sus seguidores en el año 850 a. C. tras la derrota militar ante el reino vecino de Panchala (malayo: ပဉ္စာလရာဇ်). Se establecieron en Tagaung, en el actual norte de Myanmar, y fundaron un reino. La crónica no afirma que hubiera llegado a una tierra vacía, sólo que fue el primer rey.
Abhiraja tuvo dos hijos. El hijo mayor Kanyaza Gyi (malayo: ကံရာဇာကြီး) se aventuró hacia el sur, y en 825 a. C. fundó su propio reino en lo que hoy es el Arakan. El hijo menor Kanyaza Nge (malayo: ကံရာဇာငယ်) sucedió a su padre, y le siguió una dinastía de 31 reyes, y luego otra dinastía de 17 reyes. Unos tres siglos y medio más tarde, en el 483 a. C., los vástagos de Tagaung fundaron otro reino mucho más abajo del Irrawaddy, en Sri Ksetra, cerca de la actual Pyay (Prome). Sri Ksetra duró casi seis siglos, y fue sucedido a su vez por el Reino de Pagan. La Crónica del Palacio de Cristal continúa relatando que hacia el año 107 d. C., Thamoddarit (malayo: သမုဒ္ဒရာဇ်) sobrino del último rey de Sri Ksetra, fundó la ciudad de Pagan (formalmente, Arimaddana-pura (malayo: အရိမဒ္ဒနာပူရ), lit. "La ciudad que pisotea a los enemigos). Según se dice, el propio Buda visitó el lugar durante su vida, y fue allí donde supuestamente pronunció que un gran reino surgiría en este mismo lugar 651 años después de su muerte. A Thamoddarit le siguió un cuidador, y luego Pyusawhti en 167 d. C.
Los relatos de las crónicas se fusionan y coinciden en que una dinastía de reyes sucedió a Pyusawhti. El rey Pyinbya (malayo: ပျဉ်ပြား) fortificó la ciudad en 849 d. C.

#### Reconstrucción erudita

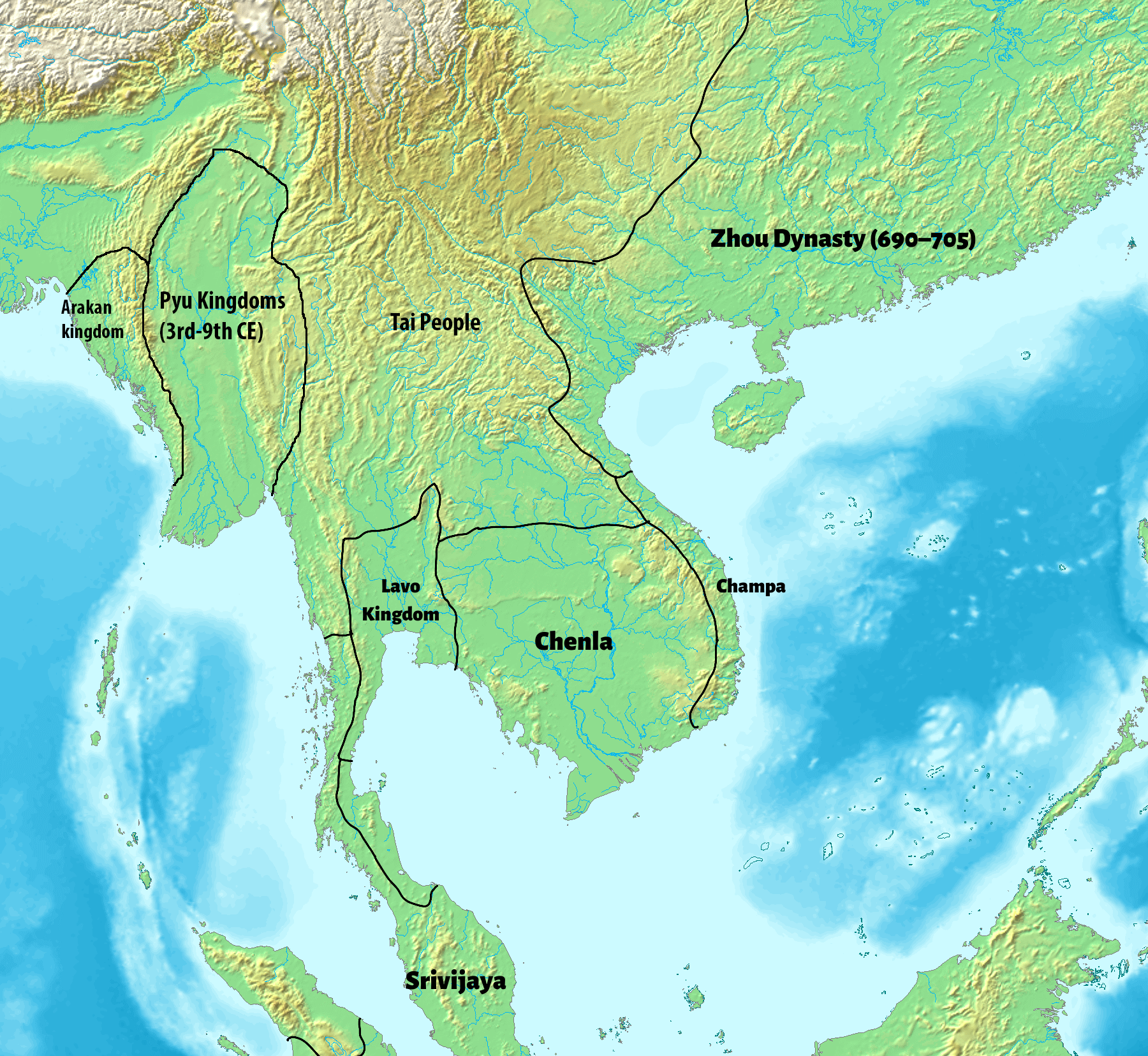
El sureste de Asia hacia el año 700.

Los estudiosos modernos sostienen que la dinastía pagana fue fundada por los Mranma del reino de Nanzhao a mediados o finales del siglo IX d. C.; que las primeras partes de la crónica son las historias y leyendas del pueblo pyu, los primeros habitantes de Myanmar de los que se tiene constancia; y que los reyes paganos adoptaron las historias y leyendas pyu como propias. De hecho, los pueblos Mranma y Pyu se mezclaron tras años de inmigración y asentamiento.
Los primeros indicios arqueológicos de civilización datan del 11000 a. C. Las pruebas arqueológicas demuestran que ya en el siglo II a. C. los pyu habían construido sistemas de gestión del agua a lo largo de arroyos secundarios en las zonas central y septentrional de la cuenca del Irrawaddy y habían fundado uno de los primeros centros urbanos del sudeste asiático. A principios de los siglos d. C. ya habían surgido varias ciudades y pueblos amurallados, entre ellos Tagaung, cuna del primer reino birmano según las crónicas. Las evidencias arquitectónicas y artísticas indican el contacto del reino pyu con la cultura india en el siglo IV d. C. Las ciudades-estado contaban con reyes y palacios, fosos y enormes puertas de madera, y siempre 12 puertas para cada uno de los signos del zodiaco, uno de los muchos patrones perdurables que continuarían hasta la ocupación británica. Sri Ksetra surgió como la principal ciudad-estado pyu en el siglo VII d. C. Aunque el tamaño de las ciudades-estado y la escala de la organización política crecieron entre los siglos VII y IX, en el siglo IX aún no había surgido ningún reino importante.
Según una reconstrucción de G.H. Luce, el milenario reino Pyu se vino abajo bajo los repetidos ataques del reino Nanzhao de Yunnan entre los años 750 y 830 d. C. Al igual que el de los Pyu, se cree que el hogar original de los birmanos antes de Yunnan se encontraba en las actuales Qinghai y Gansu. Después de que los ataques de Nanzhao hubieran debilitado enormemente las ciudades-estado Pyu, un gran número de guerreros birmanos y sus familias entraron por primera vez en el reino Pyu en los años 830 y 840, y se establecieron en la confluencia de los ríos Irrawaddy y Chindwin, tal vez para ayudar a los Nanzhao a pacificar la campiña circundante. De hecho, el sistema de nombres de los primeros reyes paganos —Pyusawhti y sus descendientes durante seis generaciones— era idéntico al de los reyes Nanzhao, en el que el apellido del padre se convertía en el nombre del hijo. Las crónicas datan a estos primeros reyes entre los siglos II y V d. C., y a los eruditos entre los siglos VIII y X d. C. (Una opinión minoritaria liderada por Htin Aung sostiene que la llegada de los birmanos pudo producirse unos siglos antes, quizá a principios del siglo VII. El asentamiento humano más antiguo de Bagan está datado por radiocarbono en torno al 650 d. C. Pero las pruebas no son concluyentes para demostrar que se trataba específicamente de un asentamiento birmano (y no de otro Pyu).
Thant Myint-U resume que "el Imperio Nanzhao había llegado a las orillas del Irrawaddy, y encontraría una nueva vida, fusionado con una cultura existente y antigua, para producir uno de los pequeños reinos más impresionantes del mundo medieval. De esta fusión nacería el pueblo birmano y los cimientos de la cultura birmana moderna."

### Paganos primitivos

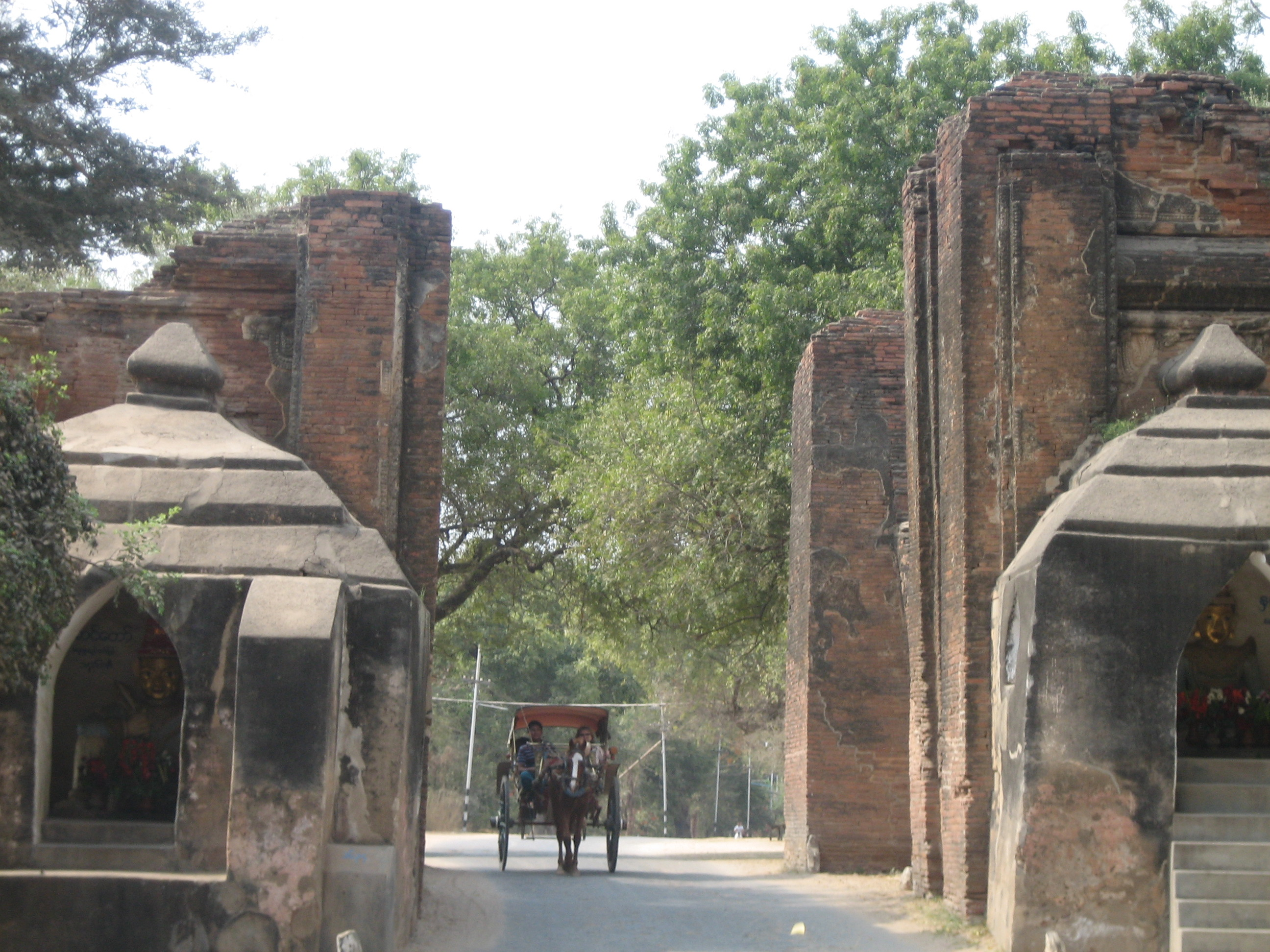
La Puerta de Tharabha en Bagan (Pagan), la única sección que queda de las antiguas murallas. Las murallas principales datan de 1020 y los trozos más antiguos de las murallas de 980.

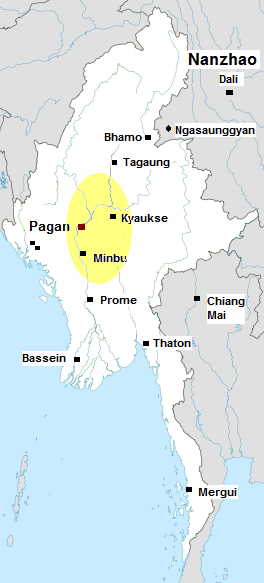
Reino de Pagan en el acceso de Anawrahta en 1044.

Las pruebas demuestran que el ritmo real de la migración birmana hacia el reino pyu fue gradual. De hecho, no se han encontrado indicios firmes en Sri Ksetra ni en ningún otro yacimiento pyu que sugieran un derrocamiento violento. La datación por radiocarbono muestra que la actividad humana existió hasta alrededor del año 870 en Halin, la ciudad Pyu supuestamente destruida por una incursión Nanzhao en 832. La región de Pagan recibió oleadas de asentamientos birmanos a mediados-finales del siglo IX, y quizás hasta bien entrado el siglo X. Aunque Hmannan afirma que Pagan fue fortificada en 849 —o más exactamente, en 876 después de que las fechas de Hmannan se ajusten a la fecha de ingreso del rey Anawrahta en 1044, verificada mediante inscripción—, la fecha de la crónica es probablemente la de la fundación, no la de la fortificación. La datación por radiocarbono de los muros de Pagan apunta a 980 como fecha más temprana. (Si existió una fortificación anterior, debió de construirse con materiales menos duraderos, como el barro). Asimismo, las inscripciones de los primeros reyes de Pagan apuntan al año 956. La primera mención de Pagan en fuentes externas aparece en los registros de la China Song, que informan de que enviados de Pagan visitaron la capital Song Bianjing en 1004. Las inscripciones Mon mencionan por primera vez a Pagan en 1093, respectivamente.
A continuación se muestra una lista parcial de los primeros reyes paganos según Hmannan, mostrada en comparación con las fechas de Hmannan ajustadas a 1044 y la lista de Zatadawbon Yazawin (la Crónica de los Horóscopos Reales). Antes de Anawrahta, hasta ahora sólo existen pruebas en forma de inscripciones de Nyaung-u Sawrahan y Kunhsaw Kyaunghpyu. La lista comienza a partir de Pyinbya, el fortificador de Pagan según Hmannan.
| Monarca            | Reinado según Hmannan Yazawin / (ajustado) | según Zatadawbon Yazawin | Relación                   |
| ------------------ | ------------------------------------------ | ------------------------ | -------------------------- |
| Pyinbya            | 846-878 / 874-906                          | 846-876                  |                            |
| Tannet             | 878-906 / 906-934                          | 876-904                  | Hijo                       |
| Sale Ngahkwe       | 906-915 / 934-943                          | 904-934                  | Usurpador                  |
| Theinhko           | 915-931 / 943-959                          | 934-956                  | Hijo                       |
| Nyaung-u Sawrahan  | 931-964 / 959-992                          | 956-1001                 | Usurpador                  |
| Kunhsaw Kyaunghpyu | 964-986 / 992-1014                         | 1001-1021                | Hijo de Tannet             |
| Kyiso              | 986-992 / 1014-1020                        | 1021-1038                | Hijo de Nyaung-u Sawrahan  |
| Sokkate            | 992-1017 / 1020-1044                       | 1038-1044                | Hermano                    |
| Anawrahta          | 1017-1059 / 1044-1086                      | 1044-1077                | Hijo de Kunhsaw Kyaunghpyu |

A mediados del siglo X, los birmanos de Pagan habían ampliado los cultivos de regadío, al tiempo que tomaban prestado gran parte de la cultura predominantemente budista de los pyus. La primera iconografía, arquitectura y escritura de Pagan sugieren escasas diferencias entre las primeras formas culturales de los birmanos y los pyu. Además, no parece haber existido una distinción étnica clara entre los birmanos y los pyus, vinculados lingüísticamente. La ciudad fue una de varias ciudades-estado en competencia hasta finales del siglo X, cuando creció en autoridad y grandeza. Con la llegada de Anawrahta en 1044, Pagan se había convertido en un pequeño principado, de unos 320 kilómetros (198,8 mi) de norte a sur y de unos 130 kilómetros (80,8 mi) de este a oeste, comprendía aproximadamente los actuales distritos de Mandalay, Meiktila, Myingyan, Kyaukse, Yamethin, Magwe, Sagaing, y las partes ribereñas de Minbu y Pakkoku. Al norte se extendía el reino de Nanzhao, y al este las colinas Shan, aún en gran parte deshabitadas, al sur y al oeste Pyus, y más al sur aún, Mons. El tamaño del principado es aproximadamente el 6 % del de la actual Birmania.